# Municipio de Washington (condado de Douglas, Misuri)
El municipio de Washington (en inglés: Washington Township) es un municipio ubicado en el condado de Douglas en el estado estadounidense de Misuri. En el año 2010 tenía una población de 700 habitantes y una densidad poblacional de 7,47 personas por km².

## Geografía
El municipio de Washington se encuentra ubicado en las coordenadas 36°56′21″N 92°47′43″O / 36.93917, -92.79528. Según la Oficina del Censo de los Estados Unidos, el municipio tiene una superficie total de 93.69 km², de la cual 93,67 km² corresponden a tierra firme y (0,01 %) 0,01 km² es agua.

## Demografía
Según el censo de 2010, había 700 personas residiendo en el municipio de Washington. La densidad de población era de 7,47 hab./km². De los 700 habitantes, el municipio de Washington estaba compuesto por el 97,43 % blancos, el 0,57 % eran amerindios, el 0,57 % eran asiáticos y el 1,43 % eran de una mezcla de razas. Del total de la población el 1,43 % eran hispanos o latinos de cualquier raza.